# Magnus Petersson
Magnus Petersson, född 17 juni 1975 i Göteborg, är en svensk tävlingsbågskytt i Lindome BK och tvåfaldig världsmästare samt OS-medaljör i Atlanta 1996.
Magnus Petersson fick sitt genombrott 1996 då han förlorade i den spännande OS-finalen. Han hade blivit världsmästare året innan, men först efter OS-silvret blev han uppmärksammad av massmedia och känd för den svenska idrottspubliken. Magnus Petersson deltog också i OS 2000, 2004 och 2008.

## Meriter
- Världsmästare inomhus 1995 och 1999
- VM-silver i lag inomhus 1997
- VM-silver i lag utomhus 2003[2]
- Mängder av SM-titlar.

### Olympiska meriter

#### Olympiska sommarspelen 2008
| Namn             | Gren         | Rankingrunda | Rankingrunda | 32-delsfinal                                  | 16-delsfinal                      | 8-delsfinal     | Kvartsfinal     | Semifinal       | Final           | Final |
| Namn             | Gren         | Poäng        | Seed         | Resultat                                      | Resultat                          | Resultat        | Resultat        | Resultat        | Resultat        | Plats |
| ---------------- | ------------ | ------------ | ------------ | --------------------------------------------- | --------------------------------- | --------------- | --------------- | --------------- | --------------- | ----- |
| Magnus Petersson | Individuellt | 646          | 49           | Crispin Duenas (CAN) (16) V 108(+19)-108(+18) | Maksim Kunda (BLR) (48) F 110-112 | Avancerade inte | Avancerade inte | Avancerade inte | Avancerade inte | 19    |